# Shinnijō-dōri
Le Shinnijō-dōri (新二条通, Shinnijō-dōri) est une voie du centre-ouest de Kyoto, dans les arrondissements de Nakagyō et d'Ukyō. Orientée est-ouest, elle débute à l'Onmae-dōri (ja) et termine au Tenjingawa-dōri. 

## Description

### Situation
Le Shinnijō-dōri est une voie du centre-ouest de Kyoto, commençant dans l'arrondissement de Nakagyō pour finir dans celui d'Ukyō. Il suit l'Oike-dōri (御池通) et le Kamioshikōji-dōri (上押小路通) et précède le Kyūnijō-dōri (旧二条通) et le Marutamachi-dōri (丸太町通), une des principales artères de la ville. La rue débute à l'Onmae-dōri et continue en ligne droite pour terminer au Tenjingawa-dōri, juste avant la rivière Omuro (御室川). 
Tout comme le Kyūnijō-dōri, il est parfois considéré comme une suite du Nijō-dōri (二条通). Il correspondait auparavant au Shintaishi-michi (新太子道), aujourd'hui disparu, mais dont le nom est encore utilisé par les locaux pour faire référence à la rue,.
La rue mesure presque 2 kilomètres. La circulation se fait dans les deux sens, car la rue est assez large pour avoir accommoder deux voies ou plus.   

### Voies rencontrées
De l'est vers l'ouest. Les voies rencontrées de la droite sont mentionnées par (d), tandis que celles rencontrées de la gauche, par (g). Seules les rues portant un nom sont listées.
1. Onmae-dōri (ja) (御前通)
2. Tenjin-dōri (天神通)
3. Nishidoi-dōri (西土居通)
4. Nishiōji-dōri (ja) (西大路通)
5. Sai-dōri (ja) (佐井通) [aussi appelé Kasuga-dōri (春日通)]
6. Sainishi-dōri (佐井西通)
7. Badai-dōri (馬代通)
8. Nishikōji-dōri (ja) (西小路通)
9. Kitsuji-dōri (木辻通)
10. Kawarazushi-dōri (河原図子通)
11. Kyūnijō-dōri (旧二条通)
12. (g) Kadonoōji-dōri (ja) (葛野大路通)
13. Tenjingawa-dōri (天神川通)

- Sources : (ja) Université Ritsumeikan Asia Pacific (en), « 近代京都オーバーレイマップ », sur Art Research Center,‎ 2022 (consulté le 7 janvier 2023).

### Transports en commun
Le réseau d'autobus de Kyoto (ja) passe par la rue, avec les arrêts Taishi-michi (太子道), coin Nishiōji et Shinnijō, Nishinokyō Tsukamoto-chō (西ノ京塚本町), coin Sainishi et Shinnijō, Nishinokyō Fujinoki-chō (西ノ京藤ノ木町), près du carrefour Kitsuji-Shinnijō, Umatsuka-chō (馬塚町), coin Kyūnijō et Shinnijō, et Ukyō Fureai Bunka Kaikan-mae (右京ふれあい文化会館前), juste avant Tenjingawa-dōri. Ces arrêts sont desservis par les lignes 26, 27, 92, 202, 203, 205 et 27 Spécial,.

## Odonymie
Le nom Taishi-michi anciennement utilisé fait référence au Kōryū-ji (広隆寺), auquel la rue menait. Ce temple contenait une statue bouddhiste donnée par le prince Shōtoku (聖徳太子, Shōtoku Taishi),.
Le nom « Nijō » fait référence à l'avenue Nijō (二条大路, Nijō-ōji), qui était présente à l'époque de la ville impériale, mais qui a disparu avec la construction du château de Nijō. La rue prend donc symboliquement le nom de cette ancienne avenue, avec le préfixe « Shin » (新), qui signifie « nouveau ».

## Histoire
Originellement, le Kyūnijō-dōri était la seule rue est-ouest du secteur, et était appelée Taishi-michi. Plus tard, des travaux d'urbanisation ont permis la création du Shinnijō-dōri, qui a depuis repris le nom Taishi-michi,. 
En 2005, une commission d'urbanisme de la ville planifiait d'élargir le Kadonoōji-dōri en ouvrant une section entre Shinnijō et Marutamachi.

## Patrimoine et lieux d'intérêt

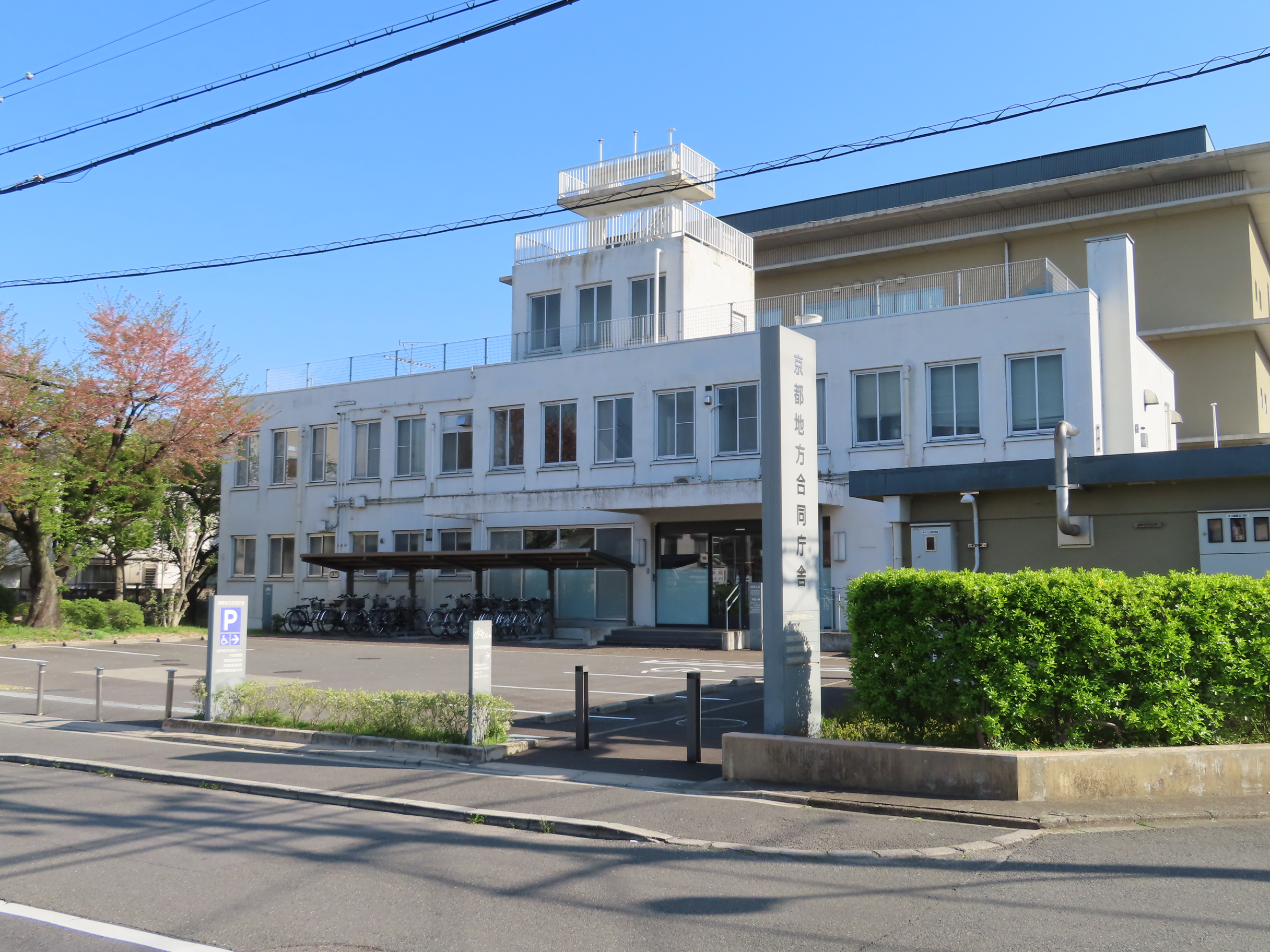
Le Bureau météorologique.

On retrouve le Bureau météorologique de Kyoto (ja) (京都地方気象台), à l'angle avec Nishidoi-dōri.